# Стокман, Дэвид
Дэвид Стокман (англ. David Alan Stockman; род. 10 ноября 1946, округ Белл, Техас) — американский политик и бизнесмен, конгрессмен-республиканец (1977—1981). В 1981-85 гг. директор Административно-бюджетного управления в администрации Рейгана. В последнем качестве — самый молодой член кабинета в XX веке.

## Биография
Окончил Университет штата Мичиган (бакалавр, 1968). В 1968—1970 и 1974—1975 гг. учился в Гарварде.
Его политическая карьера началась в 1970 году во времена президентства Никсона. В 1970—1972 гг. Стокман — помощник члена Палаты представителей от штата Иллинойс Джона Андерсона.
В 1977—1981 член Палаты представителей от штата Мичиган.
В 1981—1985 директор Административно-бюджетного управления, отец рейганомики.
До 1999 года, когда основал Heartland Industrial Partners, сотрудничал с Blackstone Group.
Женат, две дочери.
В 1986 году написал бестселлер «The Triumph of Politics».
Автор книги «The Great Deformation: The Corruption of Capitalism in America».
Как отмечает Тило Саррацин, книга Стокмана о годах работы с Рейганом «и по сей день представляет интерес для всех специалистов в области финансовой политики».